# سوسوکه گندا
سوسوکه گندا (انگلیسی: Sōsuke Genda؛ زادهٔ ۱۶ فوریهٔ ۱۹۹۳) بازیکن بیسبال اهل ژاپن است.